# Santa con palma y corona (Zurbarán)
Santa con palma y corona, diversamente identificada como Santa Isabel de Portugal, Santa Isabel de Hungría (también llamada de Turingia), o Santa Eulalia, es el tema de un lienzo considerado autógrafo de Francisco de Zurbarán, que compone el número 158 en el catálogo razonado y crítico realizado por Odile Delenda, historiadora del arte especializada en este pintor. Esa pintura forma pendant con la versión de Santa Catalina de Alejandría del mismo museo, catalogada por la mencionada historiadora del arte con el número 157.

## Introducción
Según Vicente Lleó Cañal, los vestidos de las santas pintadas por Zurbarán se inspiran en los que solían usarse en la procesiones del Corpus Christi de su época en Sevilla, para conmemorar a dichas santas, y no corresponden a la usanza diaria de su época ni, mucho menos, a la del tiempo en el cual se supone vivieron estas mujeres.
Algunos de estos lienzos parecen verdaderos retratos que penetran en la psicología del personaje, de forma que Emilio Orozco los llama «retratos a lo divino». La iconografía tradicional ofrecía la oportunidad de pintar santas a partir de la imagen de una mujer sencilla pero, en el siglo XVII, estas obras podían reflejar una idea jerárquica, tanto de la sociedad contemporánea como de su supuesta situación en el Cielo, donde vestirían de una forma acorde a sus méritos.
En una sociedad habituada a la lectura de símbolos a veces muy sutiles, ocultos bajo la realidad cotidiana, estas imágenes, aunque de apariencia casi profana, no impedían su utilidad para meditaciones piadosas. Por sus dimensiones idénticas, y por su posición —afrontadas entre sí— Zurbarán muy probablemente concibió este lienzo y su pendant como auténticos «retratos a lo divino» de dos hermanas adolescentes, ya que su parecido es evidente.

## Tema de la obra
La identidad de la santa representada plantea dudas, puesto que la corona real, la palma del martirio y el libro que lleva el personaje, son atributos comunes a varias mujeres canonizadas. Martín S. Soria la identificó con Santa Isabel de Hungría —también conocida como santa Isabel de Turingia— mientras que Juan Miguel Serrera se inclinó por Santa Eulalia de Barcelona. También podría ser Santa Isabel de Portugal, pero la ausencia de flores en su falda dificulta esta suposición. Según Odile Delenda, el mejor título para esta obra es Santa con palma y corona.

## Análisis de la obra
- Pintura al óleo sobre lienzo; 125 x 100 cm; fecha de realización: ca. 1640.[5]
- Museo de Bellas Artes de Bilbao, n.° de inventario: 69/250. El museo proporciona los siguientes datos: Santa Isabel de Turingia, 125 x 100,5 cm, fecha de realización ca.1650-1660.[8]
- Catalogado por Odile Delenda con el número 158 y por Tiziana Frati con el número 160.[9]

La jovencita representada en este lienzo se parece a la de su pendant en la forma de la cara y en sus rasgos, pero esta es rubia y no tiene la expresión altiva de aquella. Encima de una falda de satén atornasolada lleva un corpiño de brocado anaranjado, con un dibujo floreado en bermellón y plata. Porta un manto de un hermoso color verde con una orla dorada, con toques amarillentos en los pliegues. En el cuello lleva un collar de perlas, y en el escote una pasamanería dorada, delante de la cual luce gran broche en tanto por detrás pende un lazo carmín que flota en el aire. En el cabello tiene un lazo verde y detrás de la cabeza una pequeña corona de oro con joyas. Encima de esta, una fina pincelada forma una aureola.

## Procedencia
1. Comprado en Madrid por la Diputación de Vizcaya en 1919 a Santiago Pierrard con su pareja por la suma de 20 000 pesetas para el Museo de Bellas Artes de Bilbao.[11]